# Písek (kulle)
Písek är en kulle i Tjeckien. Den ligger i den centrala delen av landet, 40 km sydväst om huvudstaden Prag. Toppen på Písek är 698 meter över havet, eller 206 meter över den omgivande terrängen. Bredden vid basen är 8,5 km.
Terrängen runt Písek är kuperad åt nordväst, men åt sydost är den platt.Runt Písek är det ganska glesbefolkat, med 38 invånare per kvadratkilometer. Närmaste större samhälle är Příbram, 10,7 km söder om Písek. I omgivningarna runt Písek växer i huvudsak blandskog.